# Momo (lớp tàu khu trục)
Lớp tàu khu trục Momo (tiếng Nhật: 桃型駆逐艦 - Momogata kuchikukan) là một lớp bao gồm bốn tàu khu trục hạng nhì của Hải quân Đế quốc Nhật Bản được chế tạo trong giai đoạn cuối Chiến tranh Thế giới thứ nhất. Giống như lớp Kaba trước đó, mọi chiếc trong lớp được đặt tên theo các loài cây. Chúng đã được bố trí tại Địa Trung Hải trong Thế Chiến I, và sau đó một chiếc được chuyển cho Mãn Châu Quốc nhưng được hoàn trả lại cho Nhật và bị đánh chìm vào năm 1944. Những chiếc còn lại đã nghỉ hưu vào năm 1940.

## Bối cảnh
Lớp tàu khu trục Momo được thiết kế như một phần trong giai đoạn chế tạo ban đầu trong Dự án Hạm đội 8-8 (Hachi-Hachi Kantai) của Hải quân Nhật đồng thời với lớp Isokaze lớn hơn. Cùng với việc đưa vào hoạt động những thiết giáp hạm có tốc độ cao Yamashiro và Ise, cũng phát sinh nhu cầu phải có những tàu hộ tống có tốc độ nhanh tương đương và khả năng hoạt động ngoài biển khơi. Tuy nhiên, do Nhật Bản không có khả năng đóng cùng lúc nhiều tàu khu trục lớn, người ta quyết định tách chương trình chế tạo thành những "tàu khu trục hạng nhất" lớn hơn (như lớp Isokaze), và một lớp mới các tàu khu trục cỡ vừa tên gọi "tàu khu trục hạng nhì" (như lớp Momo).
Bốn chiếc đã được chế tạo trong ngân khoản của năm tài chính 1915, đơn đặt hàng được chia cho Xưởng hải quân Maizuru và Xưởng hải quân Sasebo.

## Thiết kế
Những chiếc trong lớp Momo là một phiên bản thu nhỏ của lớp Isokaze, được giữ lại nhiều cải tiến áp dụng cho lớp tàu này: mũi tàu uốn lượn thay vì thẳng, ống phóng ngư lôi, động cơ turbine hộp số, và dàn pháo chính bao gồm chỉ một cỡ nòng.
Bên trong, chúng sử dụng động cơ turbine hơi nước hộp số đốt dầu nặng làm nguồn động lực; hai chiếc Hinoki và Yanagi sử dụng turbine Brown-Curtis trong khi hai chiếc kia Momo và Kashi sử dụng turbine do Nhật Bản thiết kế. Động cơ nhỏ hơn khiến cho chúng chỉ có công suất 16,700 mã lực, chỉ cho phép đạt tốc độ tối đa 58,3 km/h (31,5 knot), và tầm xa hoạt động bị giới hạn do mức độ tiêu thụ nhiên liệu cao.
Vũ khí trang bị kém hơn đôi chút so với lớp Isokaze, chỉ với ba thay vì bốn khẩu hải pháo QF 119 mm (4,7 inch) Mk I – IV bố trí trên các bệ đặt dọc theo trục giữa của con tàu ở các vị trí trước, giữa và đuôi tàu. Số ống phóng ngư lôi tương đương với Isokaze: hai ống ba nòng.

## Lịch sử hoạt động
Các tàu khu trục lớp Momo đã kịp hoàn tất để tham gia giai đoạn cuối cùng của Chiến tranh Thế giới thứ nhất. Được tập hợp như là Phân hạm đội Khu trục 15 dưới sự chỉ huy của tàu tuần dương Izumo, chúng đặt căn cứ tại Malta từ tháng 8 năm 1917. Trên danh nghĩa Hạm đội Nhật Bản là độc lập, nhưng thực hiện các hoạt động dưới sự chỉ đạo của Bộ chỉ huy Hải quân Hoàng gia Anh tại Malta, chủ yếu là các nhiệm vụ hộ tống cho các đoàn tàu vận tải và vận chuyển binh lính, cũng như hoạt động chống tàu ngầm đối phó các tàu U-boat của Đức tại Địa Trung Hải.
Kashi được chuyển cho Hải quân Mãn Châu Quốc vào ngày 1 tháng 5 năm 1937 và được đặt lại tên là Hai Wei. Tuy nhiên nó được hoàn trả cho Hải quân Nhật vào ngày 29 tháng 6 năm 1942, và được xếp lại lớp thành tàu hộ tống phụ trợ Kari. Nó từng hoạt động trong Chiến tranh Thế giới thứ hai, và bị máy bay của Hải quân Hoa Kỳ thuộc Lực lượng đặc nhiệm 38 đánh chìm ngoài khơi Okinawa vào ngày 10 tháng 10 năm 1944.
Ba chiếc còn lại đã được cho nghỉ hưu vào ngày 1 tháng 4 năm 1940 và bị tháo dỡ, riêng Yanagi được giữ lại như một lườn tàu dùng trong huấn luyện trước khi bị tháo dỡ vào năm 1947.

## Những chiếc trong lớp
| Tàu         | Đặt lườn            | Hạ thủy              | Hoạt động            | Số phận |
| Momo (桃)   | 28 tháng 2 năm 1916 | 12 tháng 10 năm 1916 | 23 tháng 12 năm 1916 | Tháo dỡ 1 tháng 5 năm 1940 |
| Kashi (樫)  | 15 tháng 3 năm 1916 | 1 tháng 12 năm 1916  | 31 tháng 3 năm 1917  | Chuyển cho Mãn Châu Quốc 1 tháng 5 năm 1937 dưới tên Hai Wei; hoàn trả cho Hải quân Nhật 29 tháng 6 năm 1942; bị đánh chìm ngoài khơi Okinawa 10 tháng 10 năm 1944 |
| Hinoki (檜) | 5 tháng 5 năm 1916  | 25 tháng 12 năm 1916 | 31 tháng 3 năm 1917  | Tháo dỡ 1 tháng 5 năm 1940 |
| Yanagi (柳) | 21 tháng 5 năm 1916 | 24 tháng 10 năm 1917 | 5 tháng 5 năm 1917   | Nghỉ hưu 1 tháng 5 năm 1940; tháo dỡ 1 tháng 4 năm 1947 |